# 吊带

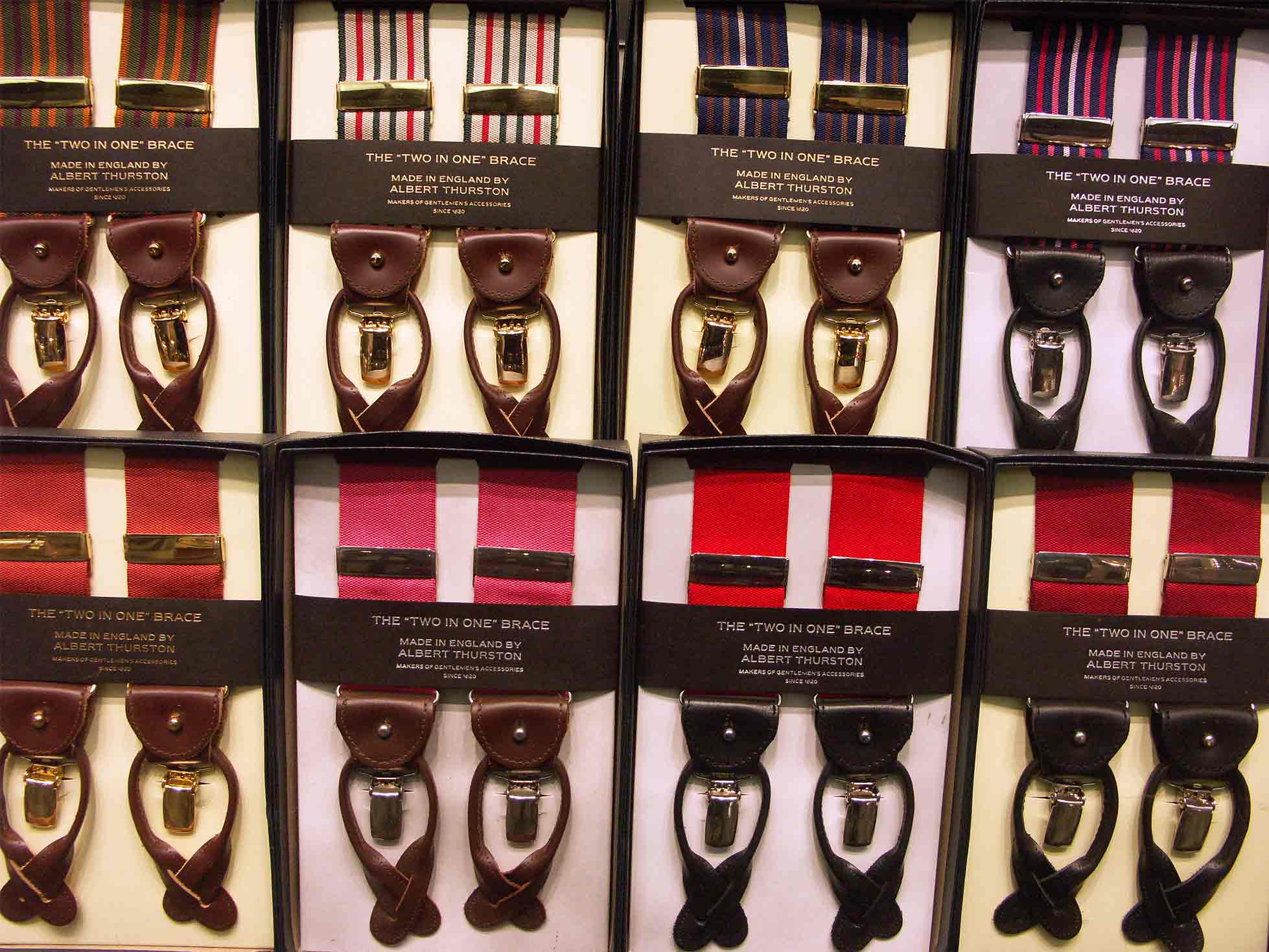
不同配筘的吊带

吊带（英語：Suspenders），又称背带，是穿在双肩上用来吊起裤子的两条带子。带子通常是带有弹性的，或者整条都有弹性，或者仅在带子和裤子相接触的部分带有弹性。大多数吊带是用织布制作，在背后交叉成X和Y型。吊带的作用和腰带一样，在于使得裤子穿在腰部恰当的高度上。

## 应用

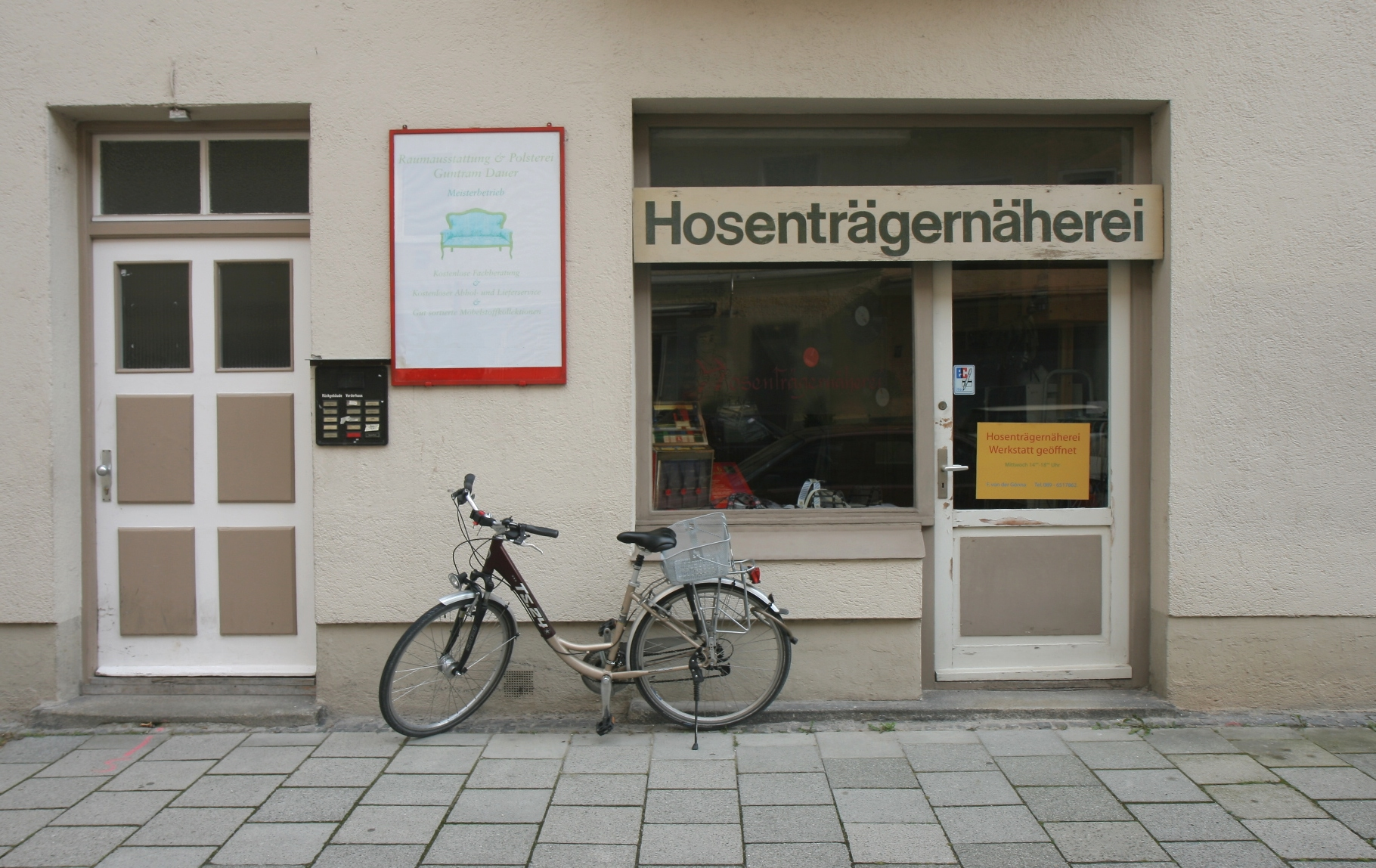
慕尼黑的吊带裁缝

吊带一般是两条由橡胶、氈或丝绸纺织品组成的带子，通过纽扣或者金属夹连到裤子上。
吊带有H形、X形或Y形的。H形的吊带从腰部的后面与裤子连接处平行向上，跨过肩膀。X形的在背部交叉，有些使用皮革成分缝在一切，也有些通过金属夹连到一起，它们从与裤子连接的部位向上向内斜，与对方交叉，然后跨过对面的肩膀。Y形的都是缝的，在这个缝的位置两根吊带合并成一跟，然后沿背部垂直向下。
古典的吊带没有夹子，而是使用布带或者可以和裤子上的纽扣纽起来的皮革环，腹部的纽扣位于裤子中缝的两侧，背部则从裤带正中有带纽扣的布带伸出。高价格的裤子要么是用腰带，要么是用吊带，用吊带的裤子因此没有系腰带用的环，这样的裤子只用用吊带。用吊带的裤子腰环一般比用腰带的裤子宽。
大多数吊带在前面有可以调节长度的设施。这样厂家可以生产几种不同长度的标准吊带，而穿吊带的人则可以精确地调整吊带的长度。
一般的吊带在西装里面是看不出来的。但是民族服饰的吊带则特意明显可见，上面还有绣花，有些完全是由皮革制的。
英国裁缝使用专门给吊带的裤子设计。

## 历史
吊带是18世纪开始出现的，一开始是H形的，主要用作工作裤或者童裤。同时也用在民族服装里。18世纪末它成为男裤普遍使用的元素之一，甚至成为男性的标志：在德国南部甚至有这样的迷信：女子怀孕后把父亲的吊带挂在窗外就能生男孩。
[[
19世纪盛行X形的吊带，而且吊带被藏在背心里，因为吊带被看作是内衣。只有民族服装还把吊带当作可见的装饰。1819年托马斯·汉考克使用橡胶制作有弹性的吊带。
约从1913年开始男子日常和体育运动时穿背心的越来越少，因此吊带逐渐被腰带取代。但是假如一个人的肚子很大的话腰带没有办法把裤子固定在腰部，因此在这种情况下吊带还是很有用的。
第二次世界大战后人们很少穿用吊带裤，一般仅用于燕尾服。
1980年代里优皮士时兴美国式吊带。比如在奧利華·史東的《华尔街》里邁克爾·道格拉斯饰演的角色就穿着很显眼的吊带，这个服饰显示他属于高级经理人员。在1980和1990年代里也有许多妇女穿吊带。
光头党和龐克也时髦穿吊带裤，有些的确用来穿裤子，有些只是用来做装饰。